# 杜月笙
杜 月笙（と げつしょう）は、中華民国の犯罪組織指導者、実業家。秘密結社「青幇」の首領で、1920年代から1930年代にかけて黄金栄・張嘯林とともに上海暗黒街の三大ボスとして君臨し最も勢力が強かった。

## 生涯
上海市浦東新区の高橋鎮の貧しい家庭に生まれ、4歳で母親を6歳で父親を亡くし叔父夫婦に引き取られた。祖母には可愛がられたが賭博にあけくれる不良少年だったため14歳になると外灘の十六艀にある果物屋で丁稚奉公に出された。
すぐにやめてチンピラとなりまもなく青幇に入会し上海の暗黒街の顔役である黄金栄の屋敷に出入りするようになる。権力者だった黄金栄の妻に取り入って次第に実力を認められアヘン運送を取り仕切るようになり黄金栄・張嘯林ともにアヘン売買会社「三鑫公司」を設立し巨額の利益を得た。そして軍閥とトラブルをおこし誘拐された黄金栄の救出に成功したことからその名を高め、その時彼と義兄弟の契りを交わした。そして張嘯林、黄金栄とともに上海暗黒街の三大ボスに数えられるまでになった。
国民党が北伐を開始し1927年に上海に到着すると司令官の蔣介石に接近。1927年4月、中華共進会を結成し、共産党を弾圧した上海クーデターでは、親しかった上海総工会委員長の汪寿華を呼び出し殺害、手下を使って何百人もの共産党員、労働者を虐殺した。そのことから南京国民政府誕生後は軍や政財界にも影響力を及ぼすようになる。
蔣介石から少将の肩書きを授かり、国民党政府海陸空軍総司令部顧問、上海市抗日救国会常務委員、中国通商銀行董事長、国民党政府行政院参事、上海フランス租界華董など、様々な分野の要職についた。1929年には銀行を設立しフランス租界内の莫大な資金を一手に吸い上げた。
1930年代は絶頂期であり、最も有名なのは1931年に行われた杜家祠堂の落成式で、8万人もの人々が祝いにかけつけ、政財界のみならず各国の外交団代表までもおとずれた。彼は上流社会の名士となり慈善事業も精力的に行なった。労使紛争の調停にも活躍し1932年には政治団体「恒社」を設立している。人々は困ったことがおきると杜月笙を訪ねて解決してもらっていた。他の二大ボスを凌ぐ威望を持つようになったが、先輩にあたる二人を尊重し、立てていたという。
しかし1937年に第二次上海事変が発生し日中戦争が勃発すると、杜月笙はイギリスの植民地である香港へ避難し、そこから上海と国民党政府がいる重慶を結ぶ「フィクサー」として活動した。1941年12月に日本軍の英領マレー侵攻をきっかけに太平洋戦争が勃発し日本軍に香港が占領されると重慶に逃れ、国民党の支配地区と日本の占領区との物資の流通で大儲けをした。
日本が降伏し戦争が終結した1945年には上海に戻ったが、予想に反して歓迎されなかった。国民党上海市参議会の初代議長や第一期国民大会代表などをつとめたがすでに落ち目になりつつあり、1948年に三男が株の投売りで逮捕されたことで決定的になった。

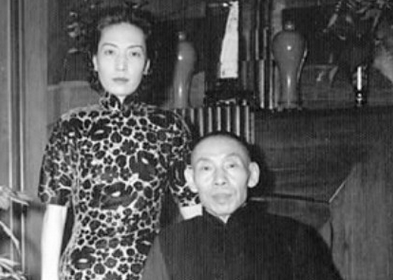
杜月笙と孟小冬

1949年に国共内戦で国民党が共産党に敗れると、妻子とともにイギリスの植民地に復帰した香港に逃れた。1950年、京劇の名角であった孟小冬と香港で結婚した。晩年は長年のアヘン吸引によって健康を害し1951年に病死した。
日本においては、中国における秘密結社・犯罪組織に関心を持つ戦前・戦中の人間には知られていたが、現代日本における漫画・劇画、小説等のフィクション作品における杜月笙のイメージに大きな影響を与えたのは、1983年3月早川書房より翻訳出版されたリュシアン・ボダールの小説『領事殿』と思われる。この作品は新聞書評でも取り上げられ、ヒット作品となった。この小説の中で、杜月笙の使いとなって、杜月笙の計画に協力するようフランス人領事を脅しに来た仏人実業家が、杜月笙について恰も全能の悪魔であるかのように、仏人領事に長い話を語っている。

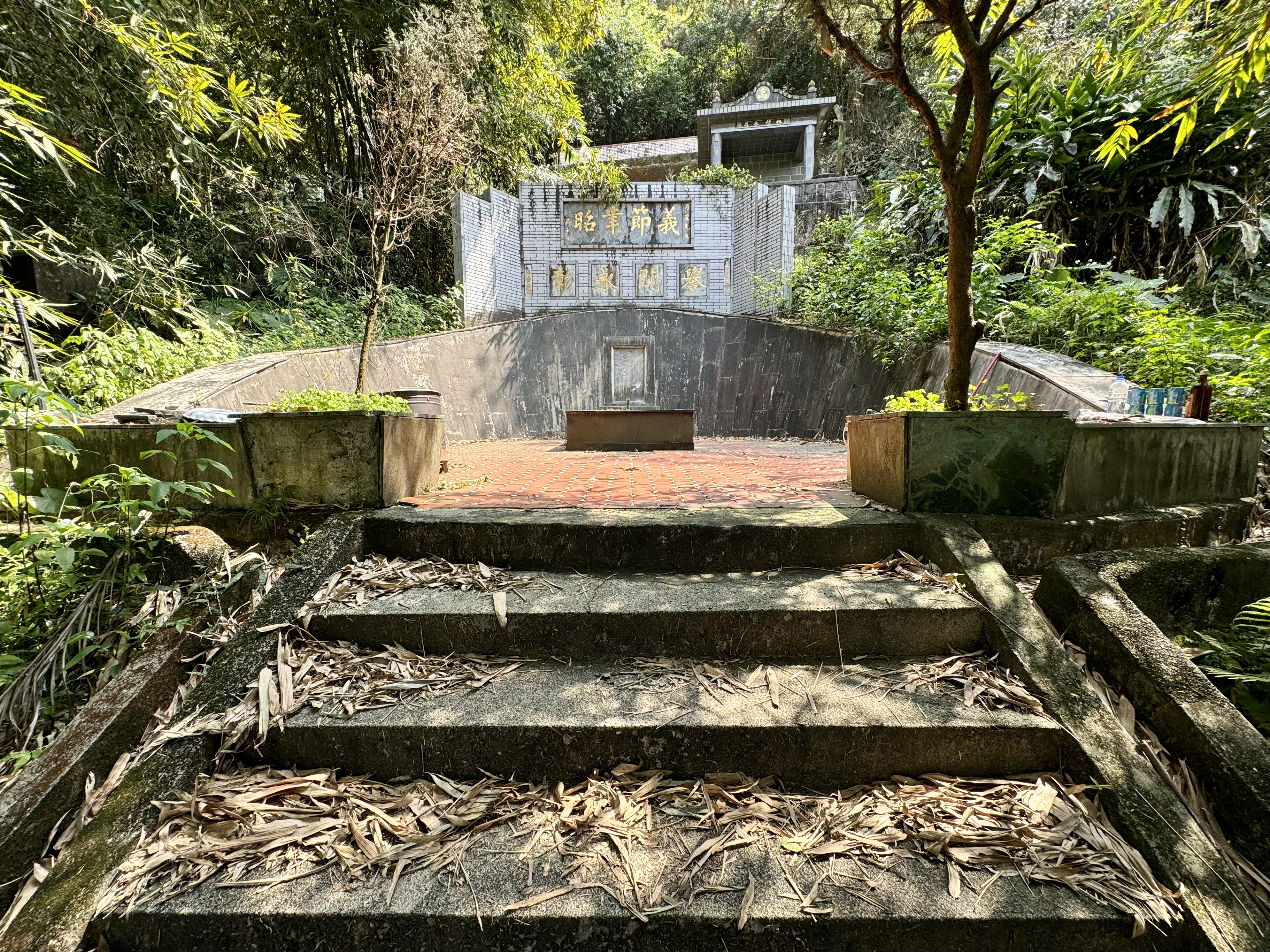
杜月笙墓

## 関連作品
- 沈寂『上海の顔役たち』（1989年11月、徳間書店、翻訳：林弘）ISBN 978-4195989340
- リン・パン『オールド・シャンハイ―暗黒街の帝王』（1987年12月、東方書店、翻訳：毛里和子、毛里興三郎）ISBN 978-4497871886
- 西爾梟『中国マフィア伝―「上海のゴッドファザー」と呼ばれた男』（1999年2月、イーストプレス、翻訳：河添恵子）ISBN 978-4872571684
- 矢島正雄、はやせ淳『東京爆弾』（同漫画内において、それを飲んだ人物が通常人の３倍の能力を得るという“東京爆弾”の上海版である“上海爆弾”を飲んだ人物として描かれている）（1991年1月、双葉社）ISBN 978-4575816938
- バリー・ウォン（王晶）監督『ラスト・シャンハイ』（2012年、中国香港・中国）：主人公チェン・ダーチー（成大器）のモデル。
- 門馬司・鹿子『満州アヘンスクワッド』（2020年、講談社）：コミックDAYS連載の漫画。ヒロイン麗華の父親が杜月笙である。